# 프랜 커비
프랜세스카 커비(영어: Francesca Kirby, 1993년 1월 29일 ~ )는 프랜 커비(영어: Fran Kirby)라는 이름으로 알려져 있는 잉글랜드의 여자 축구 선수로 현재 첼시 FC 위민에서 미드필더로 활동하고 있으며 2022년까지 지소연(현 수원 FC 위민)과 한솥밥을 먹기도 했다.

## 클럽 경력
프랜 커비는 7세 시절에 자신의 고향을 연고로 하는 여자 축구 클럽인 레딩 유스 팀에 입단했다. 16세 시절에 레딩 1군 팀에서 데뷔했지만 다음 해에 어머니의 죽음으로 인한 우울증으로 인해 축구계를 떠나게 된다. 2012년에 레딩으로 복귀한 프랜 커비는 2012-13 FA 여자 프리미어리그 서던 디비전 시즌에서 21경기에 출전하여 32골을 기록하면서 리그 득점왕에 오르게 된다.
레딩은 2014년에 새로 출범한 FA 여자 슈퍼리그2(WSL2)로 승격되었다. 프랜 커비는 2014 FA 여자 슈퍼리그2 시즌에서 16경기에 출전하여 24골을 기록하면서 리그 득점왕에 올랐고 레딩이 3위를 차지하는 데에 기여했다. 프랜 커비는 레딩에서는 최초로 프로 선수 계약을 체결한 여자 축구 선수가 되었고 2014년 잉글랜드 축구 협회 사싱식에서는 WSL2 올해의 선수로 선정되는 영예를 안았다. 프랜 커비는 2015 FA 여자 슈퍼리그2 시즌에서 5경기에 출전하여 11골을 기록했는데 레딩은 2015 FA 여자 슈퍼리그2 시즌에서 우승을 차지하면서 FA 여자 슈퍼리그1(FA WSL1)로 승격되었다.
프랜 커비는 2015년 7월에 2015년 FIFA 여자 월드컵이 끝난 이후에 첼시로 이적했다. 첼시는 2015년 8월에 잉글랜드 런던에 위치한 웸블리 스타디움에서 최초로 열린 2015년 FA 여자컵 결승전 경기에서 노츠 카운티를 1-0으로 누르고 우승을 차지했다. 하지만 커비는 첼시로 이적한 지 얼마 지나지 않은 상태여서 출전 자격이 없었기 때문에 관중으로서 첼시의 사상 첫 메이저 대회 우승을 목격하게 된다. 첼시는 2015년 10월에 사상 첫 FA 여자 슈퍼리그1 우승을 차지했다. 커비는 같은 달에 열린 글래스고 시티와의 UEFA 여자 챔피언스리그 경기에서 첼시의 UEFA 여자 챔피언스리그 사상 첫 골을 기록했다.
프랜 커비는 2016년 4월에 열린 맨체스터 시티와의 2015-16 FA 여자컵 준결승전 경기에 출전하여 연장전에서 나온 결승골을 기록하면서 첼시의 2-1 승리에 기여했다. 첼시는 2016년 5월에 웸블리 스타디움에서 열린 아스널과의 2016년 FA 여자컵 결승전 경기에서 0-1로 패배하면서 준우승을 차지하게 된다. 2016 FA 여자 슈퍼리그1 시즌에서는 7경기에 출전하여 5골을 기록하면서 첼시의 준우승에 기여했다. 2018년 4월 22일에는 잉글랜드 프로 축구 선수 협회(PFA)가 선정한 올해의 여자 축구 선수상, 잉글랜드 축구 기자 협회(FWA)가 선정한 올해의 여자 축구 선수상을 수상했다.

## 국가대표 경력
프랜 커비는 2013년부터 2014년까지 잉글랜드 여자 U-23 축구 국가대표팀 선수로 활동했다. 2014년 6월에는 FA 여자 슈퍼리그2 소속 선수로는 최초로 잉글랜드 여자 축구 국가대표팀 명단에 이름을 올렸는데 당시 잉글랜드 여자 축구 국가대표팀은 벨라루스, 우크라이나와의 2015년 FIFA 여자 월드컵 유럽 지역 예선 원정 경기를 앞두고 있었다. 벨라루스와의 원정 경기에서는 교체 명단에 이름을 올렸지만 출전하지는 않았다. 프랜 커비는 2014년 8월 3일에 잉글랜드 하틀풀에 위치한 빅토리아 파크에서 열린 스웨덴과의 친선 경기에 처음 출전하면서 잉글랜드 여자 축구 국가대표팀 선수로 데뷔했다. 잉글랜드는 커비가 기록한 2번째 골에 힘입어 스웨덴에 4-0 승리를 기록했는데 이 골은 커비의 국가대표팀 첫 골이기도 하다.
프랜 커비는 2015년 5월에 마크 샘프슨 감독으로부터 캐나다에서 개최된 2015년 FIFA 여자 월드컵에 참가한 잉글랜드 여자 축구 국가대표팀 명단에 이름을 올렸다. 커비는 멕시코와의 조별 예선 경기에서 잉글랜드의 1번째 골을 기록하면서 잉글랜드의 2-1 승리를 기여했다. 특히 샘프슨 감독은 커비를 "작은 리오넬 메시"라고 높이 평가하기도 했다. 커비는 프랑스와의 조별 예선 경기, 콜롬비아와의 조별 예선 경기, 노르웨이와의 16강전 경기에도 출전했지만 캐나다와의 8강전 경기, 일본과의 준결승전 경기, 독일과의 3·4위전 경기에는 출전하지 않았다. 잉글랜드는 해당 대회에서 3위를 차지했는데 커비는 "환상적인 경험이자 급하게 잊지 못할 경험"이라는 긍정적인 평가를 내렸다.
프랜 커비는 2015년 9월 21일에 열린 에스토니아와의 UEFA 여자 유로 2017 예선 원정 경기에 출전하면서 잉글랜드 여자 축구 국가대표팀에 복귀했으며 해당 경기에서 2골을 기록하면서 잉글랜드의 8-0 승리에 기여했다. 커비는 2016년 5월부터 2017년 5월까지 12개월 동안 무릎과 발목 부상으로 인해 한동안 경기에 나서지 못했다.
프랜 커비는 네덜란드에서 개최된 UEFA 여자 유로 2017에 참가한 잉글랜드 여자 축구 국가대표팀 명단에 이름을 올리면서 대표팀에 복귀했다. 스코틀랜드와의 조별 예선 경기에서는 조디 테일러에게 영리한 패스를 올려주면서 잉글랜드의 1번째 골을 어시스트했고 잉글랜드는 스코틀랜드에 6-0 승리를 기록하게 된다. 잉글랜드는 스페인과의 조별 예선 경기에서 프랜 커비가 1골, 조디 테일러가 1골을 기록하여 스페인에 2-0 승리를 기록하면서 8강전에 진출하게 된다. 잉글랜드는 네덜란드와의 준결승전에서 0-3으로 패배하면서 탈락했는데 커비는 "우리는 여러 차례의 기회가 있었고 몇 차례의 페널티킥을 획득할 수 있었기 때문에 매우 실망했다."며 유감을 표명했다.
프랜 커비는 2018년 10월 6일에 잉글랜드 노팅엄에 위치한 메도 레인에서 열린 브라질과의 친선 경기에서 결승골을 기록하면서 잉글랜드의 1-0 승리에 기여했다. 잉글랜드의 필 네빌 감독은 경기가 끝난 이후에 열린 인터뷰에서 "나는 프랜 커비가 브라질의 10번 선수보다 더 잘 할 것이다."라면서 커비가 6차례에 걸쳐 FIFA 올해의 여자 축구 선수상을 수상했던 브라질의 여자 축구 선수인 마르타보다 우위에 있음을 숨김없이 선언했다.

## 수상

### 클럽
첼시
- FA 여자 슈퍼리그 3회 우승 (2015, 2017 스프링 시리즈, 2017-18)
- FA 여자컵 2회 우승 (2014-15, 2017-18)

### 국가대표
- 2015년 FIFA 여자 월드컵 3위
- 2019년 시빌리브스컵 우승

### 개인
- 2017-18 시즌 잉글랜드 프로 축구 선수 협회(PFA) 올해의 여자 축구 선수 수상
- 2017-18 시즌 잉글랜드 프로 축구 선수 협회(PFA) WSL 1 올해의 팀 선정
- 2017-18 시즌 잉글랜드 축구 기자 협회(FWA) 올해의 여자 축구 선수 수상